# Магаши, Абдуссалам
Абдуссалам Мухаммад Магаши (англ. Abdussalam Muhammad Magashy; род. 6 апреля 1998) — нигерийский футболист, полузащитник клуба «Вернаму».

## Клубная карьера
Является воспитанником академии нигерийского клуба «Хартс» из Абуджи. В 2018 году перебрался в Швецию, где присоединился к клубу третьего дивизиона «Векшё Юнайтед». В его составе провёл 12 матчей и забил три мяча, в том числе один в матче первого раунда кубка страны с «Дальсторпом». В августе того же года сменил команду, подписав полугодичный контракт с «Кристианстадом». В его составе провёл полтора сезона, забив семь мячей в 37 матчах.
Перед сезоном 2020 года Виндехалль стал игроком «Вернаму». Вместе с ним по итогам сезона стал победителем первого шведского дивизиона, а в следующем завоевал золото в Суперэттане, в результате чего клуб впервые в своей истории вышел в Алльсвенскан. 3 апреля 2022 года в матче первого тура с «Гётеборгом» дебютировал за клуб в чемпионате Швеции. Магаши появился на поле в стартовом составе и на 62-й минуте забил единственный мяч своей команды во встрече.

## Достижения
Вернаму:
- Победитель Суперэттана: 2020

## Клубная статистика
| Выступление      | Выступление      | Выступление      | Лига | Лига | Кубки | Кубки | Конт. кубки | Конт. кубки | Итого | Итого |
| Клуб             | Лига             | Сезон            | Игры | Голы | Игры  | Голы  | Игры        | Голы        | Игры  | Голы  |
| ---------------- | ---------------- | ---------------- | ---- | ---- | ----- | ----- | ----------- | ----------- | ----- | ----- |
| Векшё Юнайтед    | Дивизион 3       | 2018             | 11   | 2    | 1     | 1     | 0           | 0           | 12    | 3     |
| Векшё Юнайтед    | Итого            | Итого            | 11   | 2    | 1     | 1     | 0           | 0           | 12    | 3     |
| Кристианстад     | Дивизион 1       | 2018             | 8    | 1    | 0     | 0     | 0           | 0           | 8     | 1     |
| Кристианстад     | Дивизион 1       | 2019             | 29   | 6    | 0     | 0     | 0           | 0           | 29    | 6     |
| Кристианстад     | Итого            | Итого            | 37   | 7    | 0     | 0     | 0           | 0           | 37    | 7     |
| Вернаму          | Дивизион 1       | 2020             | 28   | 6    | 0     | 0     | 0           | 0           | 28    | 6     |
| Вернаму          | Суперэттан       | 2021             | 24   | 3    | 0     | 0     | 0           | 0           | 24    | 3     |
| Вернаму          | Алльсвенскан     | 2022             | 7    | 1    | 3     | 0     | 0           | 0           | 10    | 1     |
| Вернаму          | Итого            | Итого            | 59   | 10   | 3     | 0     | 0           | 0           | 62    | 10    |
| Всего за карьеру | Всего за карьеру | Всего за карьеру | 107  | 19   | 4     | 1     | 0           | 0           | 111   | 20    |